# Туркестанские комиссары

г. Ташкент, памятник 14 туркестанским комиссарам.

Туркестанские комиссары — советские и партийные деятели Туркестанской республики (ТАССР), расстрелянные во время антибольшевистского восстания (мятежа) — Осиповского мятежа в январе 1919 года в Ташкенте.

## История
В ночь с 18 на 19 января по приглашению К. Осипова (военный министр Туркестанской республики) якобы на совещание в бывшие казармы 2-го Сибирского стрелкового запасного полка, где расположились мятежники, прибыли: председатель ЦИК Туркреспублики В. Вотинцев, председатель Ташкентского совета Н. Шумилов, его заместитель В. Финкельштейн, а также председатель Туркестанского ЧК Д. Фоменко. По приказу Осипова они были тут же расстреляны. Ещё десять комиссаров погибли (расстреляны, убиты, погибли в бою и так далее) в период с 18 по 21 января.
Всего во время Осиповского мятежа от рук мятежников погибли тридцать пять видных советских и партийных работников, однако по ряду причин из них было выделено четырнадцать человек, которых посчитали лучшими большевиками, и для описания этой группы в исторических документах в течение многих лет применялся термин «Четырнадцать туркестанских комиссаров». Это наименование выделяло этих людей из ряда других погибших в то время в Туркестане советских и партийных работников.
После подавления антисоветского мятежа останки погибших, в том числе и этих комиссаров, были похоронены в Александровском сквере недалеко от места расстрела — штаба мятежников — казарм 2-го стрелкового полка (А. В. Червяков похоронен в Перовске (ныне Кзыл-Орда).
Позднее здесь продолжали хоронить выдающихся деятелей Коммунистической партии и Советского государства. Александровский сквер в советское время получил название сквер им. Кафанова, так как в 1923 году здесь был похоронен М. П. Кафанов — председатель Центральной Контрольной Комиссии Компартии Узбекистана. Уже в семидесятые годы XX века участок с могилами революционеров и партийных деятелей был назван «Сквером Коммунаров». В 20-е и 30-е годы XX века около братских могил нередко организовывались митинги и торжественные шествия. Позднее на месте захоронения был открыт мемориал и памятная стела.
В 1962 году на месте захоронения в сквере им. Кафанова был открыт «Вечный огонь», а на привокзальной площади Ташкента был установлен гранитный памятник всем 14 туркестанским комиссарам работы скульптора Дмитрия (Даниила) Рябичева и вечный огонь перед ним. Этот памятник получил название «Памятник четырнадцати туркестанским комиссарам».
В 1996 году памятник Туркестанским комиссарам на привокзальной площади Ташкента был демонтирован городскими властями, а на его месте через некоторое время был поставлен другой памятник, не имеющий никакого отношения к Туркестанским комиссарам.
В 2000 году обелиск на месте захоронения комиссаров в сквере Кафанова был демонтирован. Прах 7 комиссаров был перезахоронен на коммунистическом кладбище Ташкента, еще 7 захоронений остались неперенесенными.

## Список туркестанских комиссаров — жертв Осиповского мятежа
Список туркестанских комиссаров — жертв Осиповского мятежа:
- Всеволод Дмитриевич Во́тинцев — председатель ЦИК Туркестанской республики, председатель Ташкентского военного трибунала, редактор печатного органа Ташкентского Совета рабочих и солдатских депутатов «Наша газета»;
- Владислав Дамианович Фи́гельский — Председатель Совнаркома Туркестанской республики, член Верховной военной коллегии по обороне Туркестанской республики;
- Донат Перфильевич Фоменко — председатель ТурЧК;
- Николай Васильевич Шумилов — председатель Ташкентского Совета, заместитель народного комиссара путей сообщения, участник Октябрьского вооружённого восстания в Ташкенте;
- Вульф Наумович Финкельштейн — заместитель председателя Ташкентского совета, член исполкома Ташкентского совета;
- Александр Яковлевич Першин (1874—1919) — член горкома РСДРП(б) с декабря 1917 года, комиссар продовольствия, один из организаторов Красной Гвардии и Красной Армии Туркестана;
- А. Н. Малко́в (Малкоф) — управляющий делами Совнаркома, народный комиссар внутренних и иностранных дел;
- Евдоким Прохорович Дубицкий — комиссар путей сообщения;
- Михаил Самойлович Качуринер (1897—1919) — с июля 1918 комиссар финансов Туркреспублики, с августа — комиссар труда, с октября — председатель Ташкентского совета профсоюзов;
- Алексей Васильевич Червяков — председатель военно-полевого суда Туркестанской республики;
- Семён Павлович Гордеев — член исполкома Ташкентского совета и член городского комитета РКП(б);
- Михаил Н. Троицкий — редактор газеты «Красноармеец»;
- Георгий Иванович Луги́н — помощник начальника охраны города;
- Дмитрий Григорьевич Шпилько́в — командир новогородской партийной боевой дружины.

Всеволод Дмитриевич Вотинцев.
Владислав Дамианович Фигельский.
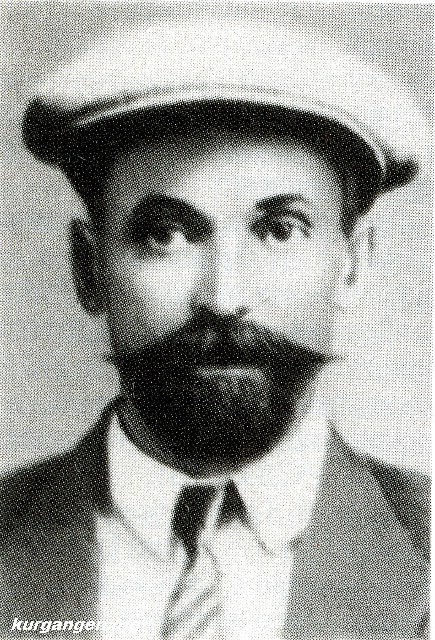
Николай Васильевич Шумилов.
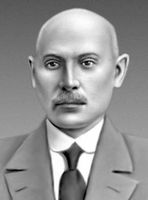
Александр Яковлевич Першин.
Михаил Самойлович Качуринер
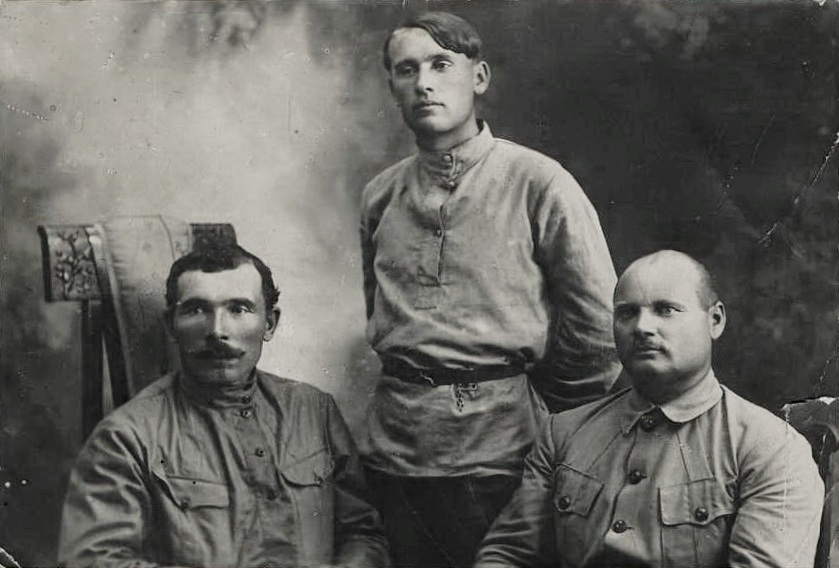
Георгий Александрович Колузаев, Вульф Наумович Финкельштейн и Михаил Н. Троицкий.